# Hypocometa clauda
Hypocometa clauda är en fjärilsart som beskrevs av W. Warren 1896. Hypocometa clauda ingår i släktet Hypocometa och familjen mätare. Inga underarter finns listade i Catalogue of Life.

## Bildgalleri

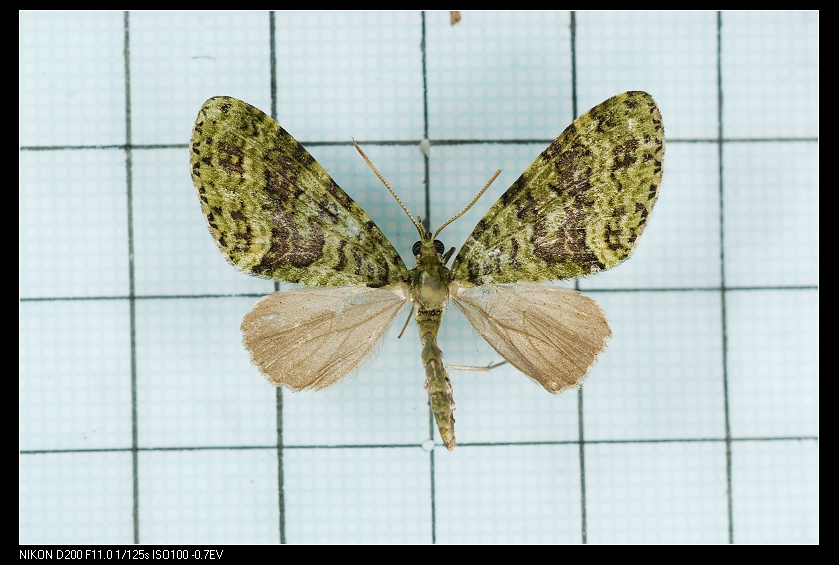